# Loris Mouyokolo
Loris Mouyokolo (* 22. Mai 2001 in Drancy) ist ein französisch-kongolesischer Fußballspieler.

## Karriere
Mouyokolo begann seine fußballerische Ausbildung beim FC Lorient. 2018 erhielt er einen Vertrag bei der zweiten Mannschaft des französischen Profiklubs. 2018/19 kam er zu sieben Einsätzen in der National 2, Frankreichs vierthöchster Fußballspielklasse. In der Saison darauf spielte er bereits 12 Mal. Am 15. Spieltag der Folgesaison debütierte er bei der 0:2-Niederlage gegen Paris Saint-Germain in der Ligue 1, als er in der 72. Minute für Thomas Fontaine ins Spiel kam. Die gesamte Spielzeit 2020/21 beendete er mit sieben Viertligaspielen und wettbewerbsübergreifend drei Spielen für die erste Mannschaft (1 Ligue 1, 2 Coupe de France). Zudem stand er in weiteren neun Ligue-1-Partien im Kader der Profis. Im Juli 2021 verlängerte er seinen Vertrag bis Juni 2025. Nach keinem Einsatz 2021/22 wurde er in die National an den FC Bourg-Péronnas verliehen ist. Zur Saison 2023/24 kehrte er zum FC Lorient zurück, mit dem er in die zweite Liga abstieg.